# Libnotes suffalcata
Libnotes suffalcata är en tvåvingeart som först beskrevs av Alexander 1964.  Libnotes suffalcata ingår i släktet Libnotes och familjen småharkrankar. Inga underarter finns listade i Catalogue of Life.